# Joseph Saintraint
 (février 2021).
Si vous disposez d'ouvrages ou d'articles de référence ou si vous connaissez des sites web de qualité traitant du thème abordé ici, merci de compléter l'article en donnant les références utiles à sa vérifiabilité et en les liant à la section « Notes et références ».
Joseph Saintraint, né à Namur le 31 mai 1852 et décédé au même lieu le 10 mai 1924, fut bourgmestre de Namur de 1908 à 1911 puis à nouveau de 1921 à sa mort.